# Nesopholcomma izuense
Genre
Espèce
Nesopholcomma izuense, unique représentant du genre Nesopholcomma, est une espèce d'araignées aranéomorphes de la famille des Theridiidae.

## Distribution
Cette espèce est endémique de l'archipel d'Izu au Japon,. Elle se rencontre sur Mikurajima.

## Description
Le mâle holotype mesure 1,50 mm et la femelle paratype 1,31 mm.

## Étymologie
Son nom d'espèce, composé de izu et du suffixe latin -ense, « qui vit dans, qui habite », lui a été donné en référence au lieu de sa découverte, l'archipel d'Izu.

## Publication originale
- Ono, 2010 : Spiders from Mikurajima Island, Tokyo, with descriptions of new genera and species of the families Linyphiidae and Theridiidae (Arachnida, Araneae). Bulletin of the National Science Museum Tokyo, sér. A, vol. 36, p. 51-63.